# To the Top
To the Top ist das erste Studioalbum des deutschen Sängers Ardian Bujupi. Es wurde am 9. Dezember 2011 im deutschsprachigen Raum veröffentlicht. Für das Album hat Luis Baltes Songs geschrieben. Das Album wurde von UNIK, Hitimpulse, Kolja Dominiak, Fonty, Sebastian Henzl und Bujupi produziert. Am 23. Dezember 2011 stieg es in den deutschen Albumcharts auf Platz 75 ein. In der Schweiz stieg To the Top am 8. Januar 2012 ein und erreichte Platz 98. In beiden Ländern hielt sich das Album eine Woche in den Musikcharts.

## Titelliste
|    | Song            | Länge |
| -- | --------------- | ----- |
| 1  | This Is My Time | 3:13  |
| 2  | Kiss the DJ     | 3:15  |
| 3  | Rise to the Top | 3:20  |
| 4  | I Don’t Know    | 3:16  |
| 5  | Overrated       | 3:00  |
| 6  | Get Wasted      | 3:56  |
| 7  | Freak           | 3:42  |
| 8  | That Girl       | 3:08  |
| 9  | Starlight       | 3:06  |
| 10 | Stereo Love     | 3:34  |
| 11 | Green Light     | 3:17  |
| 12 | Exotic          | 3:01  |

## Singleauskopplungen
Bujupis Debütsingle This Is My Time sollte ursprünglich Anfang August erscheinen. Jedoch verschob sich die Veröffentlichung aufgrund von Vertragsverhandlungen. Die Single erschien am 11. November 2011. Komponiert und produziert wurde die Single von Rocko. Auf der Single sind neben der Original-Version zusätzlich ein Club-Mix, eine Instrumental-Version und der Video-Edit enthalten. Die Single stieg auf Platz 40 in den deutschen, auf Platz 44 in den Schweizer und auf Platz 69 in den österreichischen Singlecharts ein. Ardian Bujupi präsentierte den Song am 30. November 2011 bei The Dome 60. Später wurde Rise to the Top als Download veröffentlicht, erreichte aber keine Chartplatzierung.